# Epidendrum tingo-mariae
Epidendrum tingo-mariae là một loài thực vật có hoa trong họ Lan. Loài này được Hágsater mô tả khoa học đầu tiên năm 1999.